# Kleje do protez
Kleje do protez (właściwa nazwa to środki adhezyjne) służą do poprawy utrzymania protez akrylowych całkowitych w jamie ustnej pacjentów szczególnie ze znacznymi zanikami wyrostków zębodołowych. Środek adhezyjny tworzy miękką warstwę pomiędzy podłożem a protezą akrylową, przez co zwiększa się pole kontaktu cieczy z powierzchnią dośluzówkową. W obecności śliny pęcznieje o 50-150% wypełniając wolne przestrzenie pomiędzy śluzówką a płytą, zapewnia to: szczelność, lepsze zwilżenie płyty i obniżenie napięcia powierzchniowego śliny, a także wzrost siły kohezji. 

## Działanie kleju
Czas w którym klej wykazuje swoje właściwości oscyluje pomiędzy 6-12 godzinami. 
Większość składników jest dobrze tolerowana przez organizm i nie powodują żadnych zaburzeń. Oczywiście to nie reguła i część pacjentów może alergicznie zareagować na klej w postaci zaczerwienienia miejscowego obrzęku śluzówki, pieczenia, a nawet bólu stykających się tkanek. 

## Główne składniki
1. Substancje pęczniejące:
- guma karaya, guma arabska, guma tragakanta,
- żelatyna, pektyna,
- metylceluloza, hydroksymetylceluloza, karboksymetylceluloza sodu,
- syntetyczne polimery polietylenowe, akrylamidy
- kwas poliwinylowy lub kopolimer winylowo-metylowy, mieszanina soli wapniowych i cynkowych,
- bezwodnik maleinowy

2. Związki przeciwbakteryjne i przeciwgrzybicze:
- Boran sodowy, czteroboran sodowy,
- Heksachlorofen
- Polihydroksy benzoesan

3. Plastyfikatory, związki obniżające napięcie powierzchniowe:
- siarczan laurylosodowy

4. Barwniki, substancje zapachowe i smakowe. 

## Niebezpieczeństwa
Środki adhezyjne nieprawidłowo stosowane mogą doprowadzić do powstania stanów zapalnych śluzówki jamy ustnej, stomatopatii protetycznej, a nawet zmian metaplastycznych. Główny problem to wystąpienie znacznego wzrostu bakterii szczególnie: Streptococcus mitis i grzybów Candida albicans, które mogą zwiększyć ryzyko wystąpienia zapaleń. Może również wystąpić spadek pH co ma negatywny wpływ na błonę śluzową jamy ustnej pacjenta.